# Падаща котка
„Падаща котка“ (на английски: Falling Cat) е френски хронофотографски документален късометражен ням филм от 1894 година, заснет от изобретателя Етиен-Жул Маре. Състои се от 19 бързозаснети последователни фотографии. Заснети са на една обща фотографска плака в хоризонтален ред в течение на две секунди. Заснетата котка е била собственост на градинаря във Физиологическата станция. Маре успешно е успял да проектира изображенията на екрана, създавайки илюзия за движение.

## Сюжет
Котката пада от височина около 120 сантиметра. Тя е хвърлена с гърба надолу, но по време на падането се преобръща и се приземява на лапите си.

## Технически особености
Етиен-Жул Маре е бил един от пионерите на хронофотографията. От 80-те години на XIX век започва да снима на целулоидна плака, събираща до 40 изображения. Конкретно за заснемането на този филм е използвал хитроумна клапа, позволяваща да се заснемат 60 фотографии в секунда. Филмът е прожектиран във Френската академия на науките на 29 октомври 1894 година и е предизвикал сериозна дискусия сред научните среди и пресата относно това, как котката е способна да промени положението на тялото си по време на падането.